# Ratpenat trident persa
El ratpenat trident persa (Triaenops persicus) és una espècie de ratpenat de la família dels rinonictèrids. Viu a Angola, República Centreafricana, República del Congo, República Democràtica del Congo, Djibouti, Etiòpia, l'Iran, Kenya, Malawi, Moçambic, Oman, el Pakistan, Somàlia, Tanzània, Emirats Àrabs Units, Iemen, Zàmbia i Zimbàbue. El seu hàbitat natural són els hàbitats riberencs en els boscos de baixa altitud i llençols. No hi ha cap amenaça significativa per a la supervivència d'aquesta espècie, tot i que està afectada per la pertorbació de les zones de descans i l'extracció minera.